# Gualfredo (vescovo di Grosseto)
Gualfredo (XII secolo – tra il 1202 e il 1206) è stato un vescovo cattolico italiano.

## Biografia
Gualfredo, trascritto anche come Gonfredo, fu vescovo di Grosseto alla fine del XII secolo, ricordato per la prima volta in un istrumento dell'abbazia di San Lorenzo al Lanzo del 1187.
Si deve al vescovo Gualfredo il primo vero assetto territoriale della diocesi, dopo il trasferimento della sede vescovile da Roselle a Grosseto (1138), che ancora necessitava di strutture – mancava ancora una vera e propria cattedrale – regolamentazioni, confini e riordino di giurisdizioni e competenze. Il presule si rivolse quindi a papa Clemente III, il quale rispose con una bolla, datata 12 aprile 1188 e vergata dal cancelliere Mosè in Laterano, decretando a favore della curia grossetana i diritti di decima e delle oblazioni già posseduti da Roselle ed elargendo possessioni e beni ecclesiastici: il pontefice confermò a Gualfredo i possedimenti della sua diocesi, espressamente elencati, e cioè il castello di Istia d'Ombrone, comprese le chiese, la corte e i mulini sull'Ombrone; sessanta case nella città di Grosseto, con le chiese di San Giorgio, San Michele, Sant'Andrea e San Pietro; il tombolo, il lago Bernardo, i distretti del Monte Calvo e del Monte Leoni; i castelli di Roselle, di Montorgiali e di Scarlino, con le chiese di San Donato e di Sant'Andrea a Lodena; gli furono confermate inoltre riscossioni di decime dalla pieve di Giuncarico, dalla pieve di Buriano, dalle chiese di Santo Stefano in Montepescali, San Martino in Batignano, Santi Cerbone e Michele in Montorsaio, da quella di Castiglione della Pescaia, dalle pievi di Rocca, di Alma, Tatti, Padule, Bagnolo, Pogna, Martura, Caminino, Lattaia, Sticciano, Tabiano, Fornoli, la pieve di Torniella con la cappella di Santa Sicutera, e la cappella di Montecurliano (Moscona). Infine, Clemente III confermò l'immediata soggezione della Chiesa grossetana dalla Santa Sede.
Un'ulteriore menzione di Gualfredo è del 28 ottobre 1189, quando partecipò, assieme ai vescovi Bono di Siena, Ildebrando di Volterra e Martino di Massa Marittima, alla consacrazione della chiesa di Santa Mustiola a Torri. Al vescovo Gualfredo è indirizzata anche una bolla pontificia di papa Innocenzo III dell'8 maggio 1202.
Morì entro il 1206, poiché in un documento del 12 novembre di quell'anno Gualfredo è definito «sancte memorie episcopo Grossetano».